# Paribas
Paribas, egentligen Banque de Paris et des Pays Bas, var en fransk bank med huvudkontor i Paris, grundad 1872.
Banken var internationellt betonad med kontor i Schweiz, Nederländerna och Belgien. Banken hade stor betydelse för den svenska kapitalimporten före 1913. 1986-1987 bedrev man med dotterbolag bankrörelse i Sverige. 1999 fusionerades bolaget med Banque Nationale de Paris till BNP Paribas.